# Sikorsky Aircraft Corporation
Sikorsky Aircraft is een Amerikaanse vliegtuig- en helikopterfabrikant. Het maakte tussen 1934 en 2015 onderdeel uit van het Amerikaanse United Technologies Corporation. In november 2015 werd Lockheed Martin de nieuwe eigenaar van het bedrijf. Sikorsky's hoofdkantoor staat in Stratford, Connecticut. Verder heeft het nog vijf locaties in de Verenigde Staten en enkele dochterondernemingen.

## Geschiedenis
Het bedrijf is opgericht in 1923 door de Russisch-Amerikaanse ingenieur Igor Sikorsky. Hij bouwde in 1942 de eerste helikopter met één hoofdrotor die ook nog goed bestuurbaar was. Het bedrijf kwam in 1934 in het bezit van United Aircraft, tegenwoordig United Technologies Corporation (UTC), en het is nu een van de grootste helikopterfabrikanten ter wereld. 
UTC heeft in 2004 de Schweizer Aircraft Corporation overgenomen en dat is nu een dochteronderneming van Sikorsky. De productlijnen van de beide bedrijven zijn complementair en hebben vrijwel geen overlap. Sikorsky bouwt met name middelgrote en grote helikopters, terwijl Schweizer kleine helikopters, UAV's, zweefvliegtuigen en lichte vliegtuigjes produceert. 
In mei 2014 kreeg Sikorksy Aircraft een order voor de levering van zes nieuwe helikopters van het type Sikorsky S-92 voor het gebruik door de Amerikaanse president. Deze order heeft een waarde van 1,2 miljard dollar. Na de eerste levering is er nog kans op een vervolgorder waarmee het totaal komt op 23 stuks. De laatste levering wordt verwacht in 2023. De Sikorsky S-92 is al sinds 2004 in productie en er zijn meer dan 200 exemplaren van gemaakt.
In maart 2015 meldde UTC Sikorsky Aircraft te willen afstoten. UTC gaat op zoek naar een koper, maar als deze niet wordt gevonden, zal het onderdeel worden afgesplitst. Sikorsky behaalde in 2014 een omzet van $7,5 miljard en heeft zo’n 15.300 werknemers in dienst. De belangrijkste klant is het Amerikaanse leger die meer dan de helft van de totale omzet vertegenwoordigt. Medio juli 2015 werd bekend dat Lockheed Martin, de grootste defensiespecialist van de Verenigde Staten, Sikorsky gaat kopen voor $9 miljard. Het is de grootste overname voor Lockheed Martin in de afgelopen 20 jaar. De transactie werd op 6 november 2015 afgerond.

## Producten
Sikorsky geeft zijn producten bijna allemaal een S-nummer mee. De nummers S-1 tot S-20 werden door Igor Sikorsky in Rusland gegeven. Latere ontwerpen, met name helikopters, kregen meerdere type aanduidingen, vaak afhankelijk van het gebruik (bijvoorbeeld UH, SH en MH).
De bekendste modellen zijn de UH-60 Black Hawk en de SH-60 Sea Hawk. Verder is Sikorsky een van de grootste contracteurs van militair materieel. Sikorsky levert sinds 1957 de helikopter voor de president van de Verenigde Staten, de Marine One, al heeft de regering in januari 2005 besloten om de Sikorsky's te vervangen door de AugustaWestland EH101 van Lockheed Martin. Dit plan werd overigens in 2009 geschrapt omdat de kosten te veel waren opgelopen. Op dit moment vervullen de VH-3 (H-3 Sea King) en de VH-60 (UH-60 Black Hawk) deze taak.

### Vliegtuigen
- Sikorsky S-29 - tweemotorig dubbeldekker vrachtvliegtuig. Eerste Sikorsky gebouwd in de VS. (1924)
- Sikorsky S-30 - tweemotorig, nooit gebouwd (1925)
- Sikorsky S-31 - eenmotorige dubbeldekker (1925)
- Sikorsky S-32 - eenmotorige tweepersoons dubbeldekker (1926)
- Sikorsky S-33 - "Messenger" eenmotorige dubbeldekker (1925)
- Sikorsky S-34 - tweemotorig vliegende boot prototype (1927)
- Sikorsky S-35 - driemotorig dubbeldekker prototype (1926)
- Sikorsky S-36 - achtzits tweemotorige vliegboot "Amphibion" (1927)
- Sikorsky S-37 - "Guardian" achtzits tweemotorige dubbeldekker (1927)
- Sikorsky S-38 - achtzits tweemotorige vliegboot (1928-1933)
- Sikorsky S-39 - vijfzits eenmotorige variant van de S-38 (1929-1932)
- sikorsky S-40 - "Flying Forest" viermotorige vliegboot voor 28 passagiers (1931)
- Sikorsky S-41 - tweemotorige vliegboot (1931)
- Sikorsky S-42 - "Clipper" viermotorige vliegboot (1934-1935)
- Sikorsky S-43 - "Baby Clipper" tweemotorige amfibische vliegboot (Leger: OA-1, US Navy: JRS-1) (1935-1937)
- Sikorsky S-44 - viermotorige vliegboot (1937)
- Sikorsky S-45 - zesmotorige vliegboot (voor PanAm, nooit gebouwd)

### Helikopters

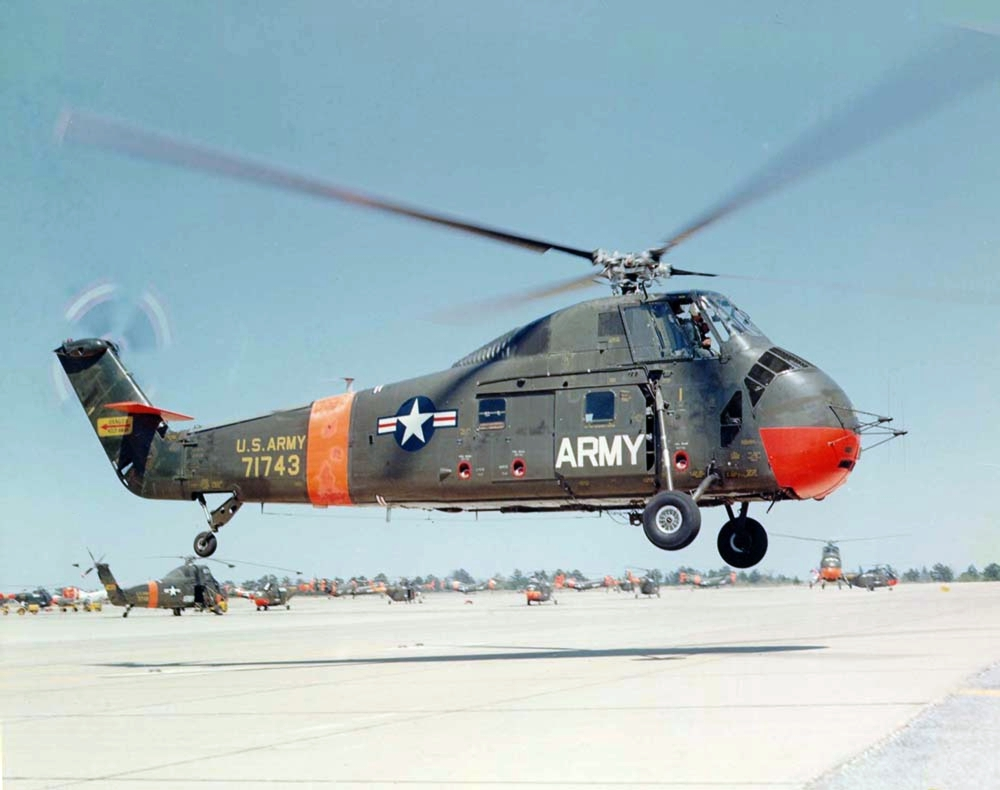
De Sikorsky S-58.

- Vought-Sikorsky VS-300 - experimentele helikopter, eerste vlucht in september 1939
- Sikorsky R-4 - 's Werelds eerste productiehelikopter (1940)
- Sikorsky R-5 - helikopter ontworpen met grotere capaciteit, levensduur, snelheid en plafond dan de R-4 (1943)
- Sikorsky S-51 - 's Werelds eerste commerciële helikopter (1946)
- Sikorsky S-52 - helikopter met volledig metalen rotorbladen (1947)
- Sikorsky S-55 - Helikopter voor meerdere doeleinden (1949)
- Sikorsky S-56 - tweemotorige helikopter, H-37A Mojave (1953)
- Sikorsky S-58 - verbeterde S-55 (1954)
- Sikorsky S-60 - prototype "vliegende kraan" helikopter, gecrasht in 1961 (1959)
- Sikorsky S-61 - ASW helikopter, vele varianten, waaronder de HH-3 "Jolly Green Giant" (1959)
- Sikorsky S-62 - HH-52 Seaguard amfibische helikopter (1958)
- Sikorsky S-64 - CH-54 Tarhe "vliegende kraan" (1962)
- Sikorsky S-65 - CH-53 Sea Stallion, CH-53E Super Stallion heavy lift helikopters (1964, 1974)
- Sikorsky S-67 - prototype gevechtshelikopter (1970)
- Sikorsky S-69 - prototype met contraroterende rotors, zonder staart (1972?)
- Sikorsky S-70 - UH-60 Black Hawk, SH-60 Sea Hawk (1974)
- Sikorsky S-72 - rotorsystemen onderzoek voor NASA (1987)
- Sikorsky S-76 Spirit - 14-zits commerciële helikopter (1977)
- Sikorsky S-92 en de militaire Sikorsky H-92